# Лиллингтон, Алан
Алан Уильям Лиллингтон (англ. Alan William Lillington; род. 4 сентября 1932, Саут-Шилдс, Тайн-энд-Уир) — английский и британский легкоатлет, выступавший в беге на короткие дистанции. Участник летних Олимпийских игр 1952 года.

## Биография
Алан Лиллингтон родился 4 сентября 1932 года в британском городе Саут-Шилдс.
Окончил Хитонскую грамматическую школу и Даремский университет по медицинской специальности.
Выступал в легкоатлетических соревнованиях за вузовскую команду и «Элсвик Харриерз» из Ньюкасл-апон-Тайна.
В 1952 году вошёл в состав сборной Великобритании на летних Олимпийских играх в Хельсинки. В беге на 100 метров занял в забеге 1/8 финала 2-е место с результатом 11,06 секунды, в четвертьфинале последнее, 6-е место (11,26), уступив 0,28 секунды попавшему в полуфинал с 3-го места Лави Пинто из Индии. Также был заявлен в эстафете 4х100 метров, но не вышел на старт.
В 1954 году на Играх Британской империи и Содружества наций в Ванкувере. В беге на 100 ярдов не пробился в финал, а в эстафете 4х110 ярдов в составе сборной Англии занял 4-е место.
Впоследствии работал консультантом по педиатрии в Сандерленде.
В 1995 году стал кавалером ордена Британской империи.

## Семья
Сын — Питер Лиллингтон (род. 1959), шотландский регбист.